# Bangré (Mané)
Pour les articles homonymes, voir Bangré.
Bangré est une localité située dans le département de Mané de la province du Sanmatenga dans la région Centre-Nord au Burkina Faso.

## Économie
Les activités du village reposent essentiellement sur l'agro-pastoralisme.

## Éducation et santé
Le centre de soins le plus proche de Bangré est le centre de santé et de promotion sociale (CSPS) de Mané tandis que le centre hospitalier régional (CHR) se trouve à Kaya.
Bangré possède un centre permanent d'alphabétisation et de formation (CPAF).